# Cryptocladocera
Cryptocladocera är ett släkte av tvåvingar. Cryptocladocera ingår i familjen parasitflugor.
Kladogram enligt Catalogue of Life:
| Cryptocladocera | \| \| Cryptocladocera bezzii \| \| \| \| \| \| Cryptocladocera mojingensis \| \| \| \| \| \| Cryptocladocera pichilinguensis \| \| \| \| \| \| Cryptocladocera prodigiosa \| \| \| \| |
|                 | \| \| Cryptocladocera bezzii \| \| \| \| \| \| Cryptocladocera mojingensis \| \| \| \| \| \| Cryptocladocera pichilinguensis \| \| \| \| \| \| Cryptocladocera prodigiosa \| \| \| \| |
|                 | Cryptocladocera bezzii |
|                 | |
|                 | Cryptocladocera mojingensis |
|                 | |
|                 | Cryptocladocera pichilinguensis |
|                 | |
|                 | Cryptocladocera prodigiosa |
|                 | |